# Vladimir Rušajlo
Vladimir Borisovič Rušajlo (rusky Владимир Борисович Рушайло, * 28. července 1953) je ruský politik.
V době, kdy byl Rušajlo generálem moskevské městské policie RUOP, byl v otevřeném konfliktu s gruzínským mafiánským bossem Otari Kvantrišvilim.
V letech 1999-2001 byl ministrem vnitra Ruska a v letech 2001-2004 tajemníkem Rady bezpečnosti. Jako ministr vnitra byl pověřen dohledem nad bezpečností citlivých vnitřních objektů a materiálů, jako jsou vlakové zásilky vysoké hodnoty a zařízení pro výrobu jaderných zbraní. Jeho působení se časově shodovalo s obdobím vážných obav o bezpečnost ruských zásob jaderných zbraní, zejména s ohledem na počítačovou chybu z roku 2000 a její možné dopady v období před a po přechodu na systém Y2K. Od 14. července 2004 do 5. října 2007 byl výkonným tajemníkem Společenství nezávislých států. V roce 2002 byl zraněn při dopravní nehodě na Kamčatce společně s gubernátorem oblasti Michailem Maškovcevem.

## Ocenění
- Hrdina Ruské federace (Rusko, 27. října 1999)
- Řád Za zásluhy o vlast – 3. třída (Rusko, 2003)
- Řád odvahy (Rusko, 1998)
- Řád cti (Rusko, 1998)
- Řád Odznak cti (Sovětský svaz, 1986)
- Řád Za osobní odvahu (Rusko, 1992)
- Jubilejní medaile 300 let ruského námořnictva (Rusko, 1996)
- Pamětní medaile 850. výročí Moskvy (Rusko)
- Pamětní medaile 300. výročí Petrohradu (Rusko, 2003)
- Řád svatého knížete Daniela Moskevského – 3. třída (Ruská pravoslavná církev)